# Viktoras Klonaridis
Viktoras Klonaridis (griechisch Βίκτωρας Κλωναρίδης, * 28. Juli 1992 in Seraing, Belgien) ist ein griechisch-belgischer Fußballspieler, der im offensiven Mittelfeld spielt.

## Karriere

### Verein
Seine Profikarriere begann Klonaridis, dessen Vater Grieche und dessen Mutter Belgierin ist, im Januar 2011 bei AEK Athen, wo er in derselben Saison den griechischen Pokalwettbewerb gewinnen konnte. Nach insgesamt 20 Erstligaeinsätzen für AEK, in denen er vier Tore erzielen konnte, wechselte er 2012 für eine Ablösesumme von 800.000 Euro zum OSC Lille nach Frankreich. Im Sommer 2013 wechselte Klonaridis zu Panathinaikos Athen, wo er einen Vertrag über vier Jahre unterzeichnete. Drei dieser vier Jahre erfüllte der Spieler, bevor er sich im Sommer 2016 dem RC Lens anschloss. Nach einem halben Jahr wechselte er auf Leihbasis bis Saisonende zu seinem vorherigen Verein Panathinaikos Athen. Nach Ablauf der Leihe kehrte er nicht nach Lens zurück, sondern schloss sich seinem Ausbildungsverein AEK Athen an. Nach drei Jahren in Athen nahm ihn der zypriotische Verein APOEL Nikosia unter Vertrag. Im Juli 2021 verpflichtete Atromitos Athen den Spieler.

### Nationalmannschaft
Klonaridis wurde 2012 in den Kader der belgischen U-20 Nationalmannschaft berufen und kam dort zu einem Einsatz.

## Erfolge
- Griechischer Meister: 2018
- Griechischer Pokalsieger: 2011, 2014